# در شعله‌های آتش
«در شعله‌های آتش» تک آهنگی از گروه کلدپلی برای پنجمین آلبوم خود مایلو زایلوتو می‌باشد. این آهنگ در ایتالیا در ۱۶ نوامبر ۲۰۱۲ برای پخش در رادیو منتشر شد.

## چارت
| چارت (2011–12)                | Peak موقعیت |
| ----------------------------- | ----------- |
| بلژیک (اولتراتیپ فلاندرز)     | ۲۴          |
| هلند (Dutch Top 40 Tipparade) | 6           |
| کره جنوبی Gaon Download Chart | 34          |